# Olympische Jugend-Sommerspiele 2018/Teilnehmer (Turkmenistan)
| Gelbes Symbol für Goldmedaillen mit stilisierten Olympischen Ringen | Graues Symbol für Silbermedaillen mit stilisierten Olympischen Ringen | Braundes Symbol für Bronzemedaillen mit stilisierten Olympischen Ringen |
| ------------------------------------------------------------------- | --------------------------------------------------------------------- | ----------------------------------------------------------------------- |
| —                                                                   | —                                                                     | —                                                                       |

Die Jugend-Olympiamannschaft aus Turkmenistan für die III. Olympischen Jugend-Sommerspiele vom 6. bis 18. Oktober 2018 in Buenos Aires (Argentinien) bestand aus zehn Athleten.

## Athleten nach Sportarten

### Basketball
Jungen
- Dovletmyrat Nazjanov
- Annaguly Hojagulyyev
- Yevgeny Nazipov
- Ysmayyl Arazmammedov
3×3: 16. Platz

### Gewichtheben
| Mädchen - Sangiza Bahtyyarova Superschwergewicht: 8. Platz | Jungen - Reyimbergen Jumayev Federgewicht: 8. Platz |

### Judo
Mädchen
- Milana Charygulyýewa
Klasse bis 52 kg: 13. Platz
Mixed: Bronze  (im Team Rio de Janeiro)

### Leichtathletik
| Mädchen - Gozel Chopanova 3000 m: DNF | Jungen - Shirgeldi Utomyshov Hochsprung: 15. Platz |

### Ringen
Jungen
- Arslanbek Zakirbayev
Griechisch-römisch bis 45 kg: 4. Platz